# 纽约州州长
纽约州州长（英語：Governors of New York）是美国纽约州的最高执政官，其最初的任期为两年，1877年延长至三年，1895年又改回两年，1938年确定为目前的四年。
自1875年起，州长都入住位于州首府奥尔巴尼的纽约州州长官邸。
在纽约州。任何未满三十岁者不得被选为州长。

## 权力与职责

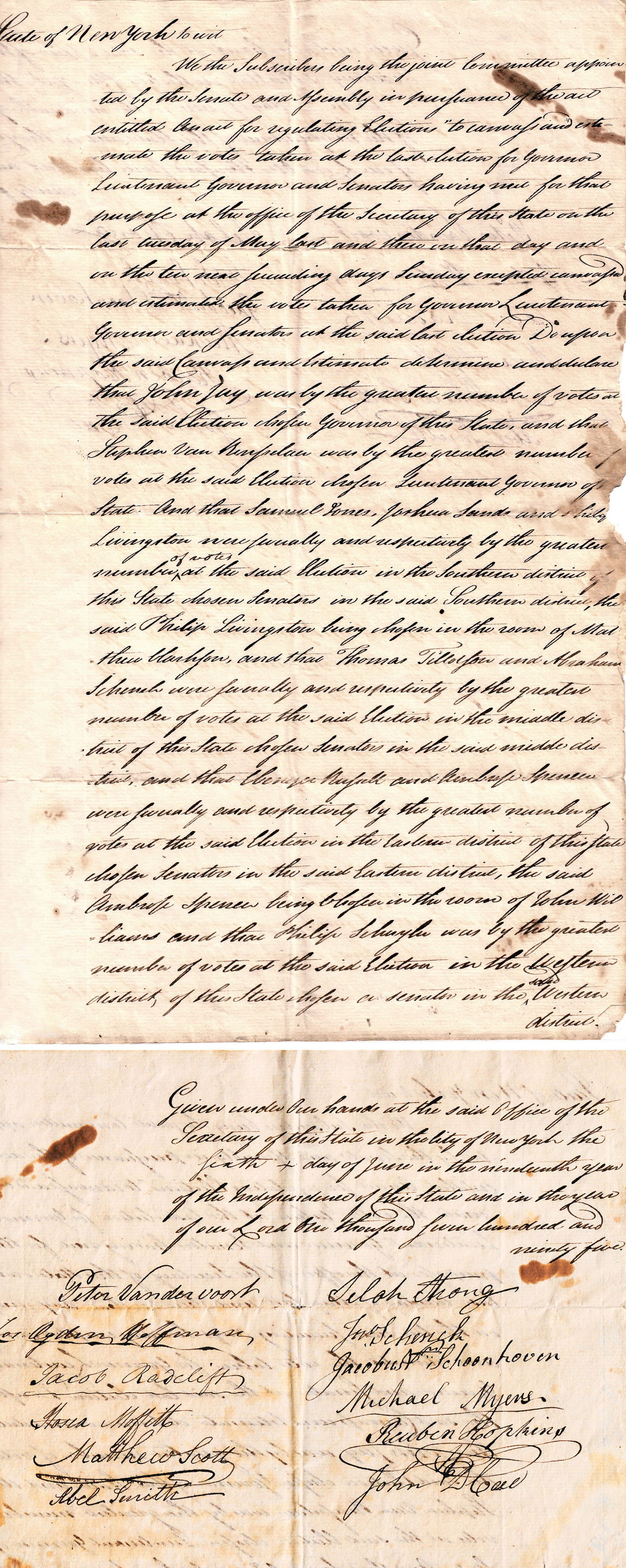
约翰·杰伊1795年当选纽约州州长的原始选举证明

州长有责任执行州法，并拥有批准或否决议会通过的法案的权力，也可以召集州议会，并有权行使赦免权，但叛国罪和弹劾案件除外。与构成行政部门的其他政府部门不同，州长是纽约州行政部门的首脑。
纽约州州长常被视为美国总统潜在候选人。历史上有10位纽约州州长被主要政党提名为总统候选人，其中4位（马丁·范布伦、格罗弗·克利夫兰、西奥多·罗斯福与富兰克林·D·罗斯福）成功当选总统。同时，有6位纽约州州长曾担任美国副总统。此外2位纽约州州长曾任美国首席大法官（约翰·杰伊和查尔斯·埃文斯·休斯），3位纽约州州长任美国国务卿（威廉·H·苏厄德、汉密尔顿·菲什和查尔斯·埃文斯·休斯）。

## 任命
州长有权任命其行政办公室成员（Executive Chamber），此类任命不需纽约州参议院确认。大多数政治顾问向州长秘书报告，而大多数政策顾问则向州务运营主管（director of state operations）报告，后者亦向州长秘书负责，使得州长秘书在实际中成为事实上的幕僚长及内阁中权力最大的职位。实际上的“幕僚长”负责排程办公室（Office of Scheduling），但并不对其他内阁官员拥有职权。
州长亦负责提名各政府部门、处、局、委员会和办公室的负责人。此类任命须经州参议院确认。部分任命者虽被称作“委员”、“主管”等职称，但仅有各“部门”负责人被视为正式内阁成员。虽然其他单位负责人亦可能列席内阁会议，但并不属于正式成员。

## 继任顺序
自1777年起，《纽约州宪法》便规定设立纽约州副州长一职，兼任州参议院议长，并与州长任期一致（历次宪法修订均保留此安排）。最初，若州长死亡、辞职、遭弹劾或离境，副州长将履行州长职责和权力。自1938年宪法起，若州长职位空缺，副州长即自动成为州长。
若副州长职位空缺，由州参议院临时议长暂代副州长职责，直到州长恢复行使或举行下一次选举。若州长与副州长职位皆空缺，临时议长即成为代理州长，副州长职位维持空缺。虽然宪法并未明确授权，但根据2009年判例，州长可在副州长职位空缺时予以任命。若临时议长无法履行职责，则由州众议院议长继任。
副州长与州长同为联合竞选，但提名程序分开。
继任顺序如下：
1. 副州长
2. 参议院临时议长
3. 众议院议长
4. 总检察长
5. 主计长
6. 交通厅厅长
7. 卫生厅厅长
8. 商务厅厅长
9. 劳工厅厅长
10. 公共服务委员会主席
11. 纽约州务卿[10]

## 列表
| #  | 州长                 | 政党         | 任期          | 副州长 |
| -- | -------------------- | ------------ | ------------- | --- |
| 1  | 乔治·克林顿          | 民主-共和党  | 1777年-1795年 | 皮埃尔·范科特兰特 |
| 2  | 约翰·杰伊            | 联邦党       | 1795年-1801年 | 斯蒂芬·范伦塞拉尔三世 |
| 3  | 乔治·克林顿          | 民主-共和党  | 1801年-1804年 | 杰里迈亚·范伦塞拉尔 |
| 4  | 摩根·刘易斯          | 民主-共和党  | 1804年-1807年 | 约翰·布鲁姆 |
| 5  | 丹尼尔·D·汤普金斯    | 民主-共和党  | 1807年-1817年 | 约翰·布鲁姆（1807年-1811年） 约翰·泰勒（1811年） 德威特·克林顿（1811年-1813年） 约翰·泰勒（1813年-1817年）                                              |
| 6  | 约翰·泰勒            | 民主-共和党  | 1817年        | 空缺 |
| 7  | 德威特·克林顿        | 民主-共和党  | 1817年-1822年 | 约翰·泰勒 |
| 8  | 约瑟夫·C·耶茨        | 民主-共和党  | 1823年-1824年 | 伊拉斯塔斯·鲁特 |
| 9  | 德威特·克林顿        | 克林顿共和党 | 1825年-1828年 | 詹姆斯·托尔马奇（1825年-1826年） 纳撒尼尔·皮彻（1827年-1828年）                                                                                         |
| 10 | 纳撒尼尔·皮彻        | 民主-共和党  | 1828年        | 彼得·R·利文斯顿（1828年） 查尔斯·达扬（1828年） |
| 11 | 马丁·范布伦          | 民主党       | 1829年        | 伊诺斯·T·思鲁普 |
| 12 | 伊诺斯·T·思鲁普      | 民主党       | 1829年-1832年 | 查尔斯·斯特宾斯（1829年-1830年） 威廉·M·奥利弗（1831年） 爱德华·利文斯顿（1831年-1832年）                                                               |
| 13 | 威廉·L·马西          | 民主党       | 1833年-1838年 | 约翰·特雷西（1833年-1834年） 卢瑟·布拉迪什（1835年-1836年） 约翰·特雷西（1836年-1837年） 卢瑟·布拉迪什（1837年-1838年）                                 |
| 14 | 威廉·H·苏厄德        | 辉格党       | 1839年-1842年 | 卢瑟·布拉迪什 |
| 15 | 威廉·C·鲍克          | 民主党       | 1843年-1844年 | 丹尼尔·S·迪金森 |
| 16 | 西拉斯·赖特          | 民主党       | 1845年-1846年 | 艾迪生·加德纳 |
| 17 | 约翰·扬              | 辉格党       | 1847年-1848年 | 艾迪生·加德纳（1847年） 汉密尔顿·菲什（1848年） |
| 18 | 汉密尔顿·菲什        | 辉格党       | 1849年-1850年 | 乔治·W·帕特森 |
| 19 | 华盛顿·亨特          | 辉格党       | 1851年-1852年 | 桑福德·E·丘奇 |
| 20 | 霍拉肖·西摩          | 民主党       | 1853年-1854年 | 桑福德·E·丘奇 |
| 21 | 迈伦·H·克拉克        | 辉格党       | 1855年-1856年 | 亨利·J·雷蒙德 |
| 22 | 约翰·艾尔索普·金     | 共和党       | 1857年-1858年 | 亨利·R·塞尔登 |
| 23 | 埃德温·D·摩根        | 共和党       | 1859年-1862年 | 罗伯特·坎贝尔 |
| 24 | 霍拉肖·西摩          | 民主党       | 1863年-1864年 | 戴维·R·弗洛伊德-琼斯 |
| 25 | 鲁本·芬顿            | 联合党       | 1865年-1868年 | 托马斯·G·奥尔沃德（1865年-1866年） 斯图尔特·L·伍德福特（1867年-1868年）                                                                                 |
| 26 | 约翰·T·霍夫曼        | 民主党       | 1869年-1872年 | 艾伦·C·比奇 |
| 27 | 约翰·亚当斯·迪克斯   | 共和党       | 1873年-1874年 | 约翰·C·鲁滨逊 |
| 28 | 塞缪尔·J·蒂尔登      | 民主党       | 1875年-1876年 | 威廉·多尔谢默 |
| 29 | 卢修斯·鲁滨逊        | 民主党       | 1877年-1879年 | 威廉·多尔谢默 |
| 30 | 阿隆索·B·康奈尔      | 共和党       | 1880年-1882年 | 乔治·G·霍斯金斯 |
| 31 | 格罗弗·克利夫兰      | 民主党       | 1883年-1884年 | 戴维·B·希尔 |
| 32 | 戴维·B·希尔          | 民主党       | 1885年-1891年 | 丹尼斯·麦卡锡（1885年） 爱德华·F·琼斯（1885年-1891年）                                                                                                  |
| 33 | 罗斯韦尔·P·弗劳尔    | 民主党       | 1892年-1894年 | 威廉·F·希恩 |
| 34 | 列维·P·莫顿          | 共和党       | 1895年-1896年 | 查尔斯·T·萨克斯顿 |
| 35 | 弗兰克·S·布莱克      | 共和党       | 1897年-1898年 | 蒂莫西·L·伍德拉夫 |
| 36 | 西奥多·罗斯福        | 共和党       | 1899年-1900年 | 蒂莫西·L·伍德拉夫 |
| 37 | 小本杰明·巴克·奥德尔 | 共和党       | 1901年-1904年 | 蒂莫西·L·伍德拉夫（1901年-1903年） 弗兰克·W·希金斯（1903年-1904年）                                                                                     |
| 38 | 弗兰克·W·希金斯      | 共和党       | 1905年-1906年 | M·林·布鲁斯 |
| 39 | 查尔斯·埃文斯·休斯   | 共和党       | 1907年-1910年 | 刘易斯·S·钱勒（1907年-1909年） 霍勒斯·怀特（1909年-1910年）                                                                                             |
| 40 | 霍勒斯·怀特          | 共和党       | 1910年        | 乔治·H·科布 |
| 41 | 约翰·奥尔登·迪克斯   | 民主党       | 1911年-1912年 | 托马斯·F·康韦 |
| 42 | 威廉·萨尔泽          | 民主党       | 1913年        | 马丁·H·格林 |
| 43 | 马丁·H·格林          | 民主党       | 1913年-1914年 | 罗伯特·F·瓦格纳 |
| 44 | 查尔斯·S·惠特曼      | 共和党       | 1915年-1918年 | 爱德华·舍内克 |
| 45 | 阿尔·史密斯          | 民主党       | 1919年-1920年 | 哈利·C·沃克 |
| 46 | 内森·刘易斯·米勒     | 共和党       | 1921年-1922年 | 杰里迈亚·伍德 |
| 47 | 阿尔·史密斯          | 民主党       | 1923年-1928年 | 乔治·R·伦恩（1923年-1924年） 西摩·洛曼（1925年-1926年） 埃德温·科宁（1927年-1928年）                                                                    |
| 48 | 富兰克林·D·罗斯福    | 民主党       | 1929年-1932年 | 赫伯特·H·莱曼 |
| 49 | 赫伯特·H·莱曼        | 民主党       | 1933年-1942年 | M·威廉·布雷（1933年-1938年） 查尔斯·波莱蒂（1939年-1942年）                                                                                             |
| 50 | 查尔斯·波莱蒂        | 民主党       | 1942年        | 空缺 |
| 51 | 托马斯·E·杜威        | 共和党       | 1943年-1954年 | 托马斯·W·华莱士（1943年） 乔·R·汉利（1943年-1950年） 弗兰克·C·穆尔（1951年-1954年）                                                                     |
| 52 | W·埃夫里尔·哈里曼    | 民主党       | 1955年-1958年 | 乔治·德卢卡 |
| 53 | 纳尔逊·洛克菲勒      | 共和党       | 1959年-1973年 | 马尔科姆·威尔逊 |
| 54 | 马尔科姆·威尔逊      | 共和党       | 1973年-1974年 | 沃伦·M·安德森 |
| 55 | 休·凯里              | 民主党       | 1975年-1982年 | 玛丽安娜·A·克鲁普萨克（1975年-1978年） 马里奥·科莫（1979年-1982年）                                                                                     |
| 56 | 马里奥·科莫          | 民主党       | 1983年-1995年 | 艾尔弗雷德·德尔贝洛（1983年-1985年） 沃伦·M·安德森（1985年-1986年） 斯坦利·N·伦丁（1987年-1995年）                                                      |
| 57 | 乔治·E·保陶基        | 共和党       | 1995年-2006年 | 贝齐·M·罗斯（1995年-1998年） 玛丽·多诺霍（1999年-2006年）                                                                                               |
| 58 | 埃利奥特·L·斯皮策    | 民主党       | 2007年-2008年 | 大衛·帕特森 |
| 59 | 大衛·帕特森          | 民主党       | 2008年-2010年 | Joseph Bruno（代理） Dean Skelos（代理） Malcolm Smith（代理） Pedro Espada Jr.（代理） Richard Ravitch（有爭議） Malcolm Smith（代理） Richard Ravitch |
| 60 | 安德鲁·库默          | 民主党       | 2011年-2021年 | Robert Duffy 凱西·霍赫爾 |
| 61 | 凱西·霍赫爾          | 民主党       | 2021年-至今   | Andrea Stewart-Cousins（代理） 布萊恩·班傑文 Andrea Stewart-Cousins（代理） Antonio Delgado                                                             |